# Cleonice aldrichi
Cleonice aldrichi är en tvåvingeart som först beskrevs av Charles Howard Curran 1926.  Cleonice aldrichi ingår i släktet Cleonice och familjen parasitflugor.
Artens utbredningsområde är British Columbia. Inga underarter finns listade i Catalogue of Life.